# Siemz-Niendorf
Siemz-Niendorf è un comune del Meclemburgo-Pomerania Anteriore, in Germania.
Appartiene al circondario (Landkreis) del Meclemburgo Nordoccidentale (targa NWM) ed è parte della comunità amministrativa (Amt) Schönberger Land.
Il comune è stato costituito il 26 maggio del 2019 dalla fusione dei comuni di Niendorf e Groß Siemz.